# Dictyna puebla
Dictyna puebla là một loài nhện trong họ Dictynidae.
Loài này thuộc chi Dictyna. Dictyna puebla được Willis J. Gertsch & Michael Davis miêu tả năm 1937.